# Попов, Дмитрий Фёдорович (художник)
Дмитрий Фёдорович Попо́в (1911-1998) — советский художник театра и кино, профессор. Заслуженный деятель искусств РСФСР. Член Союза художников СССР

## Биография
В 1928-1933 гг. учился на рабочем факультете искусства им. А.В. Луначарского в Москве.
В 1938 окончил Ленинградский институт живописи, скульптуры и архитектуры имени Репина, получив звание художника театральной живописи за эскизы декорация к драме А.Н. Островского «Гроза» (мастерская М.П. Бобышова).
В 1938-1940 гг. работал художником-постановщиком Театра драмы и комедии в Ленинграде, в 1940-1941 главный художник русского театра драмы Карело-Финской ССР.
После Великой Отечественной войны работал в Ленинградском областном Малом драматическом театре и Ленинградском театре юного зрителя.
В 1948-1953 гг. работал преподавателем театральной живописи в Ленинградском художественном училище им. В.А. Серова, с 1963 г. преподавал в институте имени И.Е. Репина, с 1974 г. – профессор, в 1971-1982 гг. – руководитель мастерской института имени И.Е. Репина.
С 19 марта 1951 г. по 15 января 1973 г. - главный художник Ленинградского государственного театра драмы имени А. С. Пушкина.
Сотрудничал с Государственным театром музыкальной комедии, Государственным академическим театром им. Ленсовета, Государственный Академический Большой драматический театр имени М. Горького.
Среди основных работ оформление спектаклей: в Ленинградском академическом театре драмы им. А.С. Пушкина – А.П. Чехов «Дядя Ваня» (1946), «Жизнь в цвету» Довженко (1947), Г. Гауптман «Перед заходом солнца» (1960), Л. Малюгин «Жизнь Сент-Экзюпери» (1966), Е. Ставинской «Час пик» (1970), «Знаменитый 702-й» («Автор умрёт сегодня»), 1962; в БДТ им. М. Горького – А.И. Штейн «Флаг адмирала» (1947); в Ленинградском государственному театре оперы и балеты им. С.М. Кирова - А.Г. Рубинштейн «Демон» (1970)
Работы (эскизы костюмов, портреты актёров, в т. ч.  И. М.Смоктуновского, Н. К.Симонова, эскизы и макеты декораций) хранятся в Государственном центральном театральном музее имени А.А. Бахрушина, Санкт-Петербургском государственном музее театрального и музыкального искусства, Всероссийском музее А.С. Пушкина.